# El juicio de nuestros hijos
El juicio de nuestros hijos é uma telenovela mexicana, produzida pela Televisa e exibida em 1967 pelo Telesistema Mexicano.

## Elenco
- Carmen Montejo
- Héctor Gómez
- Anita Blanch
- Aarón Hernán